# Пабло Неруда
Па́бло Неру́да  (ісп. Pablo Neruda, 12 липня 1904 — 23 вересня 1973) — чилійський поет, справжнє ім'я Ріка́рдо Еліесер Нефталі Ре́єс Басоа́льто, ісп. Ricardo Eliécer Neftalí Reyes Basoalto). Лауреат Нобелівської премії з літератури (1971). Лауреат Міжнародної Сталінської премії «За зміцнення миру між народами» (1953).

## Біографія

### Молоді роки
Пабло Неруда народився в невеликому містечку Парраль в центральній частині Чилі. Його батько, Хосе дель Кармен Реєс Моралес, працював на залізниці. Мати, Роса Нефталі Басоальто Опасо, учителька, померла від туберкульозу, коли Пабло був ще дитиною. Невдовзі після її смерті батько знову одружився, з Тринідад Кандіа. Потім сім'я переїхала до Темуко на півдні Чилі.
Неруда почав писати вірші у віці 10 років. Через два роки він знайомиться з відомою поетесою Габріелою Містраль, котра допомогла йому розвиватись як поетові. У 1920 молодий поет, публікуючи в журналі «Сельва аустраль» вірші, взяв псевдонім Пабло Неруда за іменем чеського письменника Яна Неруди, щоб уникнути конфлікту з батьком, котрий не схвалював його літературних захоплень. Надалі цей псевдонім став його ім'ям.
У 1921 році Неруда вступає до педагогічного інституту в Сантьяго на відділ французької мови. Невдовзі за свій вірш «Святкова пісня», котрий був опублікований в газеті «Хувентуд», він отримав першу премію на конкурсі, організованому Федерацією чилійських студентів. У 1923 році Неруда видає першу збірку своїх віршів «Сутінки». Вірші мали успіх, що допомогло знайти видавця для книги «Двадцять віршів про кохання та одна пісня відчаю» (1924). Ця збірка принесла великий успіх молодому поетові в Латинській Америці.
У книзі «Спроба безмежної людини» (1926) Неруда переходить від модернізму, характерного для попереднього періоду його творчості, до авангардизму. Цього ж року Неруда видає збірку віршів у прозі «Кільця» (разом з Томасом Лаго) і короткий авангардистський роман «Мешканець та його надія».

### Дипломатична робота в Південно-Східній Азії
У 1927 році чилійське правління призначає Неруду консулом у Бірму, куди він прибув, затримавшись по дорозі на короткий час у Парижі. Потів він був консулом і в інших країнах (на той час колоніях) Південно-Східної Азії: на Цейлоні, в Сингапурі, в Індонезії. Тут він пише вірші, котрі потім потраплять до книги «Місце проживання — Земля». Для цього періоду творчості Неруди характерний стан, котрий він потім сам назве «променистою самотністю». У Батавії він познайомився з Марікою Антоніеттою Хагенаар Фогельзанг, голландкою з острова Балі, котра стала його першою дружиною.
У 1932 році Неруда повертається до Чилі. Тут він публікує написану 1925-26 роках книгу «Захоплений пращник», а також перший том книги «Місце проживання — Земля».

### Неруда в Іспанії
У 1933 році Неруду призначено консулом у Буенос-Айрес. Де він знайомиться з Федеріко Гарсія Лоркою, котрий приїхав до Буенос-Айресу для постановки своєї п'єси «Криваве весілля». 1934 року Неруду призначено консулом у Барселону, а потім переведений до Мадрида. Тут він знайомиться з іспанськими поетами «покоління 27 року» та видає літературний журнал «Зелений кінь поезії». У Мадриді Неруда відає другий том книги «Місце проживання — Земля» (1935). У 1936 році розлучається зі своєю першою дружиною та сходиться з Деліей дель Карріль.
18 липня 1936 року починається громадянська війна в Іспанії. Неруда, як і більшість діячів культури, підтримує республіканців. Приголомшений жахом війни та вбивством Федеріко Гарсія Лорки, Неруда пише книгу віршів «Іспанія в серці», котра була надрукована під час облоги в Мадриді. Коли Неруда 1937 року оголосив, не маючи на те офіційного права, що Чилі підтримує республіканців, його було відкликано з Іспанії, проте уже через рік він був відряджений з короткочасною місією до Парижа, де допомагав республіканським біженцям іммігрувати до Чилі.

### Дипломатична робота в Мексиці
З 1939 року Неруда обіймав посаду секретаря чилійського посольства в Мексиці, а потім і генерального консула (1941—1944). У роки Другої світової війни він пише вірші, котрі оспівують героїзм захисників Сталінграда і доблесть Червоної армії. У той же час Неруда починає роботу над поемою «Загальна пісня».

### Повернення до Чилі

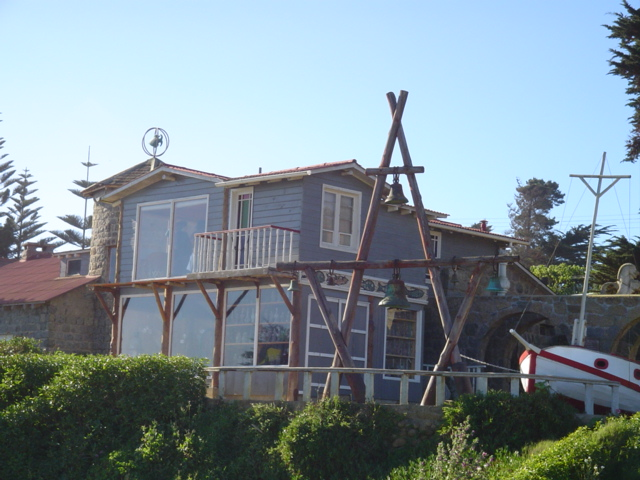
Дім Неруди в Ісла-Негра

У 1943 році Неруда повертається до Чилі, де займається активною політичною діяльністю. У цьому ж році він одружується з Делією дель Карріль. Дорогою з Мексики до Чилі Неруда проїздить через Перу, де відвідує руїни стародавнього міста інків Мачу-Пікчу. Враження від цієї поїздки лягли в основу циклу творів «Вершини Мачу-Пікчу», що ввійшли до збірки «Загальна пісня».
4 березня 1945 року Неруду було обрано до сенату Республіки Чилі, де він представляв північні провінції Антофагаста і Тарапака. 15 липня 1945 року, вступає до Комуністичної партії Чилі. У цьому ж році Неруда отримує державну премію в області літератури.
6 січня 1948 року Неруда у своїй сенатській промові публічно назвав чилійського президента Ґабріеля Ґонсалеса Віделу іграшкою в руках США, після чого був звинувачений у державній зраді та позбавлений депутатського мандату. Відтак він був вимушений перейти на нелегальне становище.

### Політичне вигнання
У 1949 році Неруда таємно переходить кордон Чилі та Аргентини, приїздить до Буенос-Айреса, а звідти — до Парижа.
У роки вигнання Неруда веде активну громадську діяльність, бере участь у Всесвітніх конгресах поборників миру, входить до комітету з призначення Міжнародної Сталінської премії, відвідує Радянський Союз, Польщу, Угорщину (1949), Індію (1950), Китай (1951). У 1950 році Неруда отримує Міжнародну премію Миру.
У вигнанні Неруда закінчує роботу над поемою «Загальна пісня» — монументальним твором, котрий складається з 231 вірша загальним обсягом у понад 15000 рядків, котрий відображує історію та сучасність Латинської Америки, її народів та природи. Книга, видана в Мексиці 1950 року, була ілюстрована Дієго Ріверою та Давідом Сікейросом. У Чилі книга була заборонена та нелегально розповсюджувалась чилійськими комуністами.
Деякий час Неруда мешкає в Італії. У цей час він знайомиться з Матільдою Уррутіа. Матільді присвячена книга «Вірші Капітана», опублікована в Неаполі 1952 року.

### Життя в Чилі

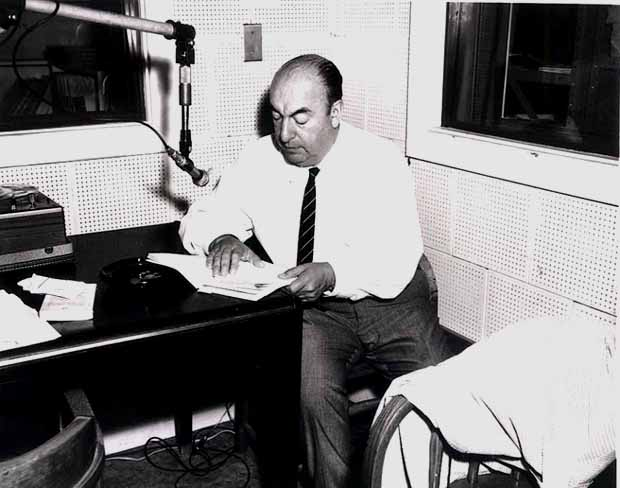
Пабло Неруда підписує свою книгу для Бібліотеки Конгресу США, 1966

Неруда повертається до Чилі в 1953 році.

### Останні роки життя
У 1969 році Комуністична партія Чилі висуває Неруду кандидатом на пост президента Республіки Чилі, а потім знімає свого кандидата на користь соціаліста Сальвадора Альєнде, кандидата блоку Народної єдності. Після перемоги Альєнде на виборах 1970 року керівництво Народної єдності призначає Неруду послом у Франції.
У 1971 році Неруда отримує Нобелівську премію з літератури.
У лютому 1973 з міркувань здоров'я складає повноваження посла у Франції. Після військового перевороту 11 вересня стан його здоров'я різко погіршується і 19 вересня його терміново забирають з дому на Ісла-Неґрі до клініки Санта Марія в Сантьяго, де він помирає від раку простати 23 вересня о 22:30.
У 1973-74 році в Буенос-Айресі виходять посмертні видання восьми поетичних книг Неруди, а також книги спогадів «Зізнаюсь: я жив».

### Розслідування смерті
У 2013 році за рішенням суду було вирішено провести ексгумацію останків Пабла Неруди для розслідування смерті поета. Розслідування почалось за ініціативою місцевої комуністичної партії, після того як колишній водій поета Мануель Арайя заявив, що Неруду отруїли під час його лікування від раку агенти президента Августо Піночета. Але тоді тести не показали токсичних агентів або отрут в кістках померлого.
У 2017 році міжнародна група науковців з'ясувала, що Неруда помер не від раку чи недоїдання, відкинувши офіційну причину смерті. Однак тоді ще точно не визначила, що саме вбило Неруду.
У 2023 році судово-медичні експерти встановили, що поет помер внаслідок отруєння. Про це заявив його племінник Родольфо Реєс. Судово-медичні тести, проведені в лабораторіях Данії та Канади, показали наявність в організмі Неруди «великої кількості бактерії Clostridium botulinum, наявність цього несумісна з життям людини». Ця бактерія виробляє потужний ботулотоксин, здатний спричинити ботулізм з ураженням нервової системи, зупинкою дихання та призвести до смерті. Рейес також заявив, що має доступ до висновків судово-медичної експертизи, які шляхом лабораторних тестів підтвердили, що токсин був введений, коли поет був ще живий.

## Вшанування пам'яті

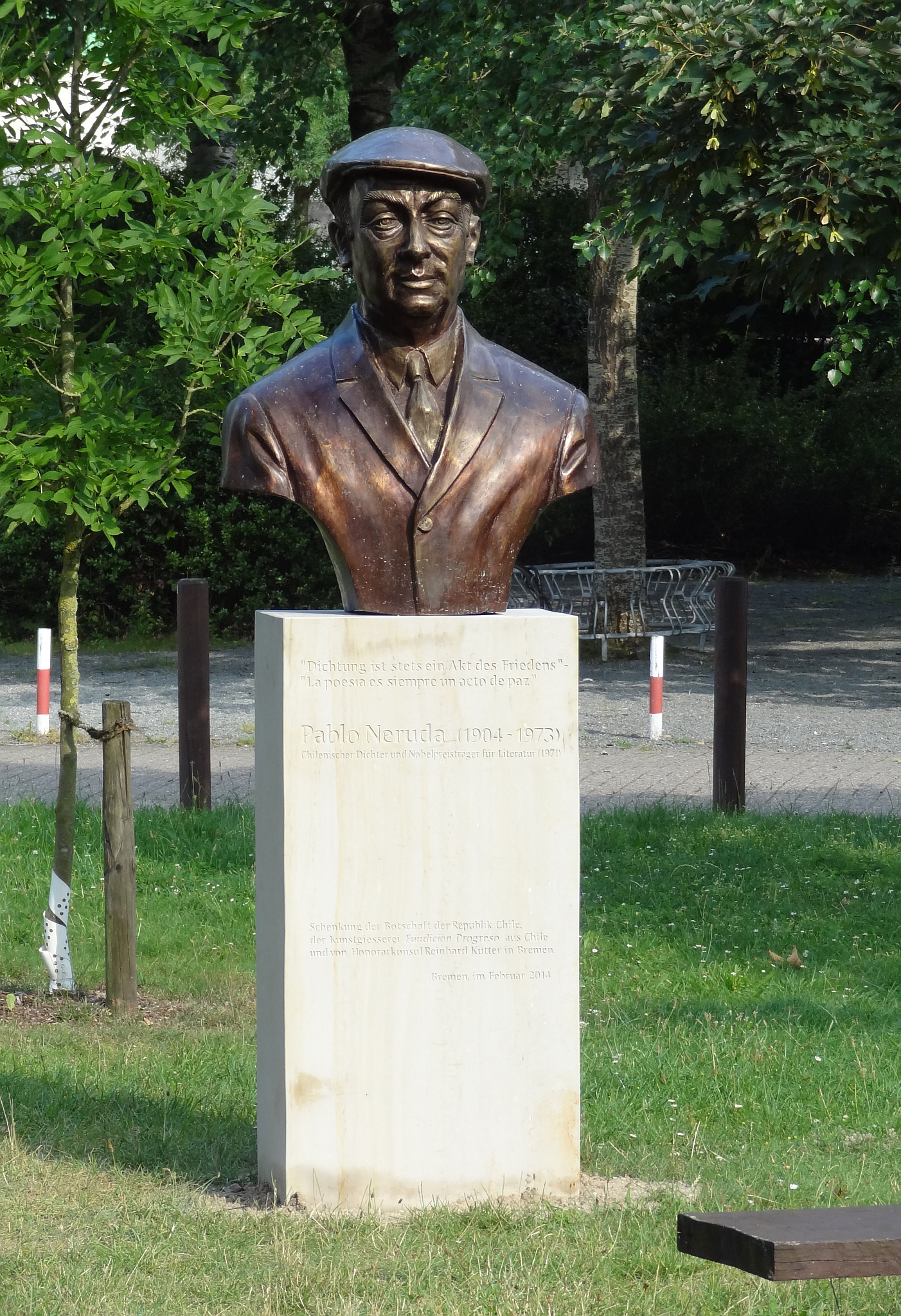
Пам 'ятник Неруді у Бремені

У Чилі існує 38 навчальних закладів, які носять ім'я Пабло Неруди. Три будинки, якими він володів у Чилі, зараз функціонують як музеї і відкриті для відвідування. Також на честь нього названо Національний залізничний музей у Темуко. Бюст Неруди стоїть перед будівлею Організації американських держав у Вашингтоні. Його іменем названо численні вулиці у різних містах Чилі, а також в Аргентині, Мексиці, Франції та інших країнах. Вулиця, названі на честь Пабло Неруди, в Україні були перейменовані в рамках декомунізації. Кілька разів з'являлися ініціативи перейменувати на його честь головний аеропорт чилійської столиці, але вони не були підтримані через неднозначність особистості письменника, зокрема через протести феміністок, які звинувачують його у зґвалтуванні, прираючись на його мемуари.